# Сарсаз (Кармаскалинский район)
Сарсаз (баш. Һарыһаҙ) — деревня в Кармаскалинском районе Республики Башкортостан Российской Федерации. Входит в состав  Подлубовского сельсовета. 

## География

### Географическое положение
Расстояние до:
- районного центра (Кармаскалы): 16 км,
- центра сельсовета (Бекетово): 9 км,
- ближайшей ж/д станции (Уршак): 22 км.

## История
Возникла между 1921 и 1925 гг. В 1925 году в деревне насчитывалось 26 хозяйств.

## Население
| 2002 | 2009 | 2010 |
| ---- | ---- | ---- |
| 138  | ↘106 | ↘90  |

Национальный состав
Согласно переписи 2002 года, преобладающая национальность — татары (82 %).